# Kilkare Woods
Kilkare Woods (Engels: Kilkare Bos) is een stad in Alameda County in Californië in de VS.

## Demografie
Volgens de census van 2000 was de populatie 773 inwoners.
Er worden drie verschillende talen gesproken in Kilkare Woods:
- Engels 96%
- Spaans 3%
- Hindi 1%